# Aradus betulinus
Aradus betulinus är en insektsart som beskrevs av Carl Fredrik Fallén 1807. Aradus betulinus ingår i släktet Aradus, och familjen barkskinnbaggar. Arten är reproducerande i Sverige.